# Gottmadinger Eck
Das Gebiet Gottmadinger Eck ist ein mit Verordnung vom 1. Januar 2005 durch das Regierungspräsidium Freiburg nach der Richtlinie 92/43/EWG (Fauna-Flora-Habitat-Richtlinie) angemeldetes Schutzgebiet (Schutzgebietskennung DE-8218-342) im Süden des deutschen Landes Baden-Württemberg. Mit Verordnung des Regierungspräsidiums Freiburg zur Festlegung der Gebiete von gemeinschaftlicher Bedeutung vom 25. Oktober 2018 wurde das Schutzgebiet festgelegt. 

## Lage
Das rund 316 Hektar (ha) große Schutzgebiet „Gottmadinger Eck“ gehört naturräumlich zum Hegau. Seine elf Teilgebiete erstrecken sich westlich, östlich und südlich von Gottmadingen und verteilen sich auf drei Gemeinden und eine Stadt:
- Gailingen am Hochrhein: 42 % = 132,7314 ha
- Gottmadingen: 52 % = 164,3341 ha
- Hilzingen: 2 % = 6,3205 ha
- Singen (Hohentwiel): 4 % = 12,641 ha

## Schutzzweck
Wesentlicher Schutzzweck ist die Erhaltung der Hegaulandschaft am Hochrhein mit Rieden und vermoorten Toteislöchern sowie warmen Steilhängen an Molassebergen mit naturnahen Laubwäldern und orchideenreichen Magerrasen.

## Lebensräume
Die Vielfalt von trockenen und feuchten Lebensraumtypen im Schutzgebiet wird unter anderem mit „natürlichen, nährstoffreichen Seen“, „Kalkmagerrasen“, „Pfeifengraswiesen“, „mageren Flachland-Mähwiesen“, „Waldmeister-Buchenwäldern“, „Übergangs- und Schwingrasenmooren“ sowie „Auenwäldern mit Erlen, Eschen, Weiden“ beschrieben.

### Lebensraumklassen
|                                                                |                                                                |  |      |      |
| Nichtwaldgebiete mit hölzernen Pflanzen, Gestrüpp usw.         | Nichtwaldgebiete mit hölzernen Pflanzen, Gestrüpp usw.         |  | 9 %  | 9 %  |
| Laubwald                                                       | Laubwald                                                       |  | 27 % | 27 % |
| Mischwald                                                      | Mischwald                                                      |  | 25 % | 25 % |
| Nadelwald                                                      | Nadelwald                                                      |  | 3 %  | 3 %  |
| Feuchtes und mesophiles Grünland                               | Feuchtes und mesophiles Grünland                               |  | 19 % | 19 % |
| Binnengewässer, fließend und stehend                           | Binnengewässer, fließend und stehend                           |  | 1 %  | 1 %  |
| Moore, Sümpfe, Uferbewuchs                                     | Moore, Sümpfe, Uferbewuchs                                     |  | 1 %  | 1 %  |
| trockengelegtes Gelände                                        | trockengelegtes Gelände                                        |  | 11 % | 11 % |
| anderes Ackerland                                              | anderes Ackerland                                              |  | 3 %  | 3 %  |
| Sonstige (Städte, Straßen, Deponien, Gruben, Industriegebiete) | Sonstige (Städte, Straßen, Deponien, Gruben, Industriegebiete) |  | 1 %  | 1 %  |
|                                                                |                                                                |  |      |      |

## Zusammenhängende Schutzgebiete
Mit dem FFH-Gebiet „Gottmadinger Eck“ sind die Naturschutzgebiete „Gailinger Berg-Bölderen“ (3.269), „Hardtseen“ (3.101) und „Gras-Seen“ (3.144) sowie die Landschaftsschutzgebiete „Rheinufer Büsingen-Gailingen“ (3.35.008) und „Hegau“ (3.35.004) als zusammenhängende Schutzgebiete ausgewiesen.

## Flora und Fauna
Folgende, im Anhang II der Richtlinie 92/43/EWG aufgeführte, Tierarten sind im Schutzgebiet erfasst: Gelbbauchunke (Bombina variegata) und Nördliche Kammmolch (Triturus cristatus).